# مارسرخس
مارسرخس(نام علمی:Lygodium microphyllum) گیاهی است بومی مناطق استوایی آفریقا، آسیای جنوب شرقی، ملانزی و استرالیا. مارسرخس در ایالت فلوریدا و آلاباما علفی مهاجم است که به مناطق جنگلی و تالاب حمله می‌کند.